# Tragopogon undulatus
Tragopogon undulatus là một loài thực vật có hoa trong họ Cúc. Loài này được Jacq. miêu tả khoa học đầu tiên năm 1781.